# Xor (počítačová hra, 1990)
Xor je hra pro počítače Sinclair ZX Spectrum a kompatibilní (například Didaktik). Jedná se o hru českého původu, autorem je programátorská skupina GCC. Hra vznikla v roce 1990. Vydavatelem hry byla společnost Proxima – Software v. o. s., hra byla vydána v roce 1992 jako součást souboru her Tinny.